# Raynham (Norfolk)
Raynham est une paroisse civile du Norfolk, en Angleterre.